# Vizcondado de Barcelona
El vizcondado de Barcelona fue una jurisdicción feudal creada hacia el año 858 en el condado de Barcelona.

## Historia
El vizcondado era una institución auxiliar del condado, que otorgaba a su titular diversas prerrogativas en sustitución del conde, como la comandancia del ejército, la presidencia de juicios o la representación diplomática. Se creó en el siglo IX, con Sunifredo como primer vizconde documentado, y a partir del X el cargo se volvió hereditario, con la figura de Udalardo.
La casa vizcondal emparentó en diversas ocasiones con el linaje condal, con lo que reforzó su prestigio y fue ganando en prerrogativas y poder, al tiempo que adquirió un considerable patrimonio. El vizconde Guislaberto I alcanzó incluso el rango de obispo de Barcelona (1035-1062). Además de su dominio en el Castillo Viejo de Barcelona, los vizcondes adquirieron los castillos de Subirats, Piera (con Pierola y Cabrera) y la Guàrdia de Montserrat; también dominios en el Panadés, como Moja, Albinyana, Lavit, Olèrdola y Sant Martí, y en el Bages, como Castellnou d'Albarells y Granera.
Durante el siglo XI la creciente pujanza de la familia vizcondal topó con los intereses del condado, produciéndose diversos conflictos resueltos con sentencias favorables a los condes, en 1044, 1052 y 1058. En 1063 el conde Ramón Berenguer I adquirió el dominio del Castillo Viejo de Barcelona, además de los de Piera y Cabrera, quedando a la familia vizcondal los de Pierola y la Guàrdia de Montserrat.
Más adelante, en el siglo XII, los vizcondes quisieron asentarse territorialmente, y en 1113 el vizconde Guislaberto II se tituló vizconde de la Guàrdia. En 1142 el vizconde Reverter murió en Marruecos ejerciendo de mercenario para los almorávides en su lucha contra los almohades. Su hijo Berenguer cedió en 1157 la preeminencia de la Guàrdia al conde de Barcelona. El linaje se extinguió en 1207, al morir Berenguer II sin descendencia.

## Lista de vizcondes
- Sunifredo c. 858
- Ermenardo c. 918
- Audegario (Otger) antes de 966
- Gombau c. 970
- Witardo (c. 974-985)
- Udalardo I (990-1018)[2]
- Geriberto (regente 985-991)
- Bernardo I (1014-c. 1020)
- Udalardo II (1023-1030)[2]
- Guislaberto I (regente 1025-1061)[2]
- Udalardo III (1058-1077)[2]
- Guislaberto II (1076-1125)[2]
- Reverter I (1126-1142)
- Guillermo I (regente 1135-1142)
- Berenguer Reverter (1142-1158)
- Berenguer II (1158-1208)